# Axtaçı (Kürdəmir)
Axtaçı è un comune dell'Azerbaigian situato nel distretto di Kürdəmir.